# Michel Jazy
Michel Jazy (ur. 13 czerwca 1936 w Oignies, zm. 1 lutego 2024) – francuski lekkoatleta, wicemistrz olimpijski i dwukrotny mistrz Europy.

## Życiorys
Był synem polskich emigrantów. Specjalizował się w biegach na 1500 metrów i 5000 metrów. Trzykrotnie startował w igrzyskach olimpijskich. W Melbourne 1956 odpadł w eliminacjach na 1500 m. W Rzymie 1960 zdobył srebrny medal na tym samym dystansie. W Tokio 1964 zajął czwarte miejsce na 5000 m.
Podczas mistrzostw Europy w Belgradzie 1962 zdobył złoty medal na 1500 m. Na następnych mistrzostwach w Budapeszcie 1966 został mistrzem Europy na 5000 m i wicemistrzem na 1500 m.
Dziewięć razy ustanawiał rekordy świata: w biegu na 1 milę (1965), na 2000 metrów (1962 i 1966), 3000 metrów (1962 i 1965), 2 mile (1963 i 1965) i sztafecie 4 × 1500 metrów (1961 i 1965).
Był dwunastokrotnym mistrzem Francji:
- bieg na 800 metrów – 1961 i 1962
- bieg na 1500 metrów – 1956, 1957, 1958, 1960, 1963 i 1964
- bieg na 5000 metrów – 1966
- bieg przełajowy – 1962, 1965 i 1966